# قهستان (درميان)
قهستان (بالفارسية: قهستان) هي مستوطنة تقع في إيران في قسم قهستان الريفي. يقدر عدد سكانها بـ 2,451 نسمة .